# Ceratocombus corticalis
Ceratocombus corticalis – gatunek pluskwiaków z podrzędu różnoskrzydłych i rodziny Ceratocombidae. Zamieszkuje północ palearktycznej Eurazji.

## Taksonomia
Gatunek ten opisany został po raz pierwszy w 1889 roku przez Oda Reutera. Jako lokalizację typową wskazano Yläne w Finlandii.

## Morfologia
Osobniki długoskrzydłe osiągają od 2,1 do 2,45 mm, a krótkoskrzydłe od 1,8 do 2,1 mm długości ciała. Polimorfizm skrzydłowy obecny jest u obu płci. Ciało w zarysie jest podługowato-jajowate, ubarwione od ciemnej szarości po czerń. Głowa ma umieszczone blisko pozbawionych szczecinek oczu przyoczka, czteroczłonowe czułki z pałkowatymi dwoma nasadowymi członami i nitkowatymi dwoma wierzchołkowymi oraz czteroczłonową, cienką, sięgającą tylnej pary bioder kłujkę. Trapezowate przedplecze ma pozbawione szczecinek krawędzie boczne. Półpokrywy pozbawione są dodatkowej komórki trójkątnej. Zakrywki nachodzą na siebie tylko u form długoskrzydłych. Wszystkie pary odnóży mają wąskie stopy zbudowane z dwóch członów.

## Ekologia i występowanie
Owad borealno-górski, zasiedlający borealne i górskie lasy iglaste o charakterze pierwotnym. Bytuje w butwiejącym drewnie drzew iglastych, zarówno w kłodach, jak i pod korą pniaków. Osobniki dorosłe aktywne są głównie w sierpniu i wrześniu; stanowią stadium zimujące.
Gatunek palearktyczny. Znany jest z Polski, Białorusi, Finlandii oraz północnoeuropejskiej, wschodniosyberyjskiej i dalekowschodniej części Rosji. Niepewne doniesienie o jego odnalezieniu pochodzi ze słowackich Karpat Wschodnich. W Polsce stwierdzany był w XX wieku na terenie obecnej gminy Alwernia.